# Tunas do Paraná
Tunas do Paraná este un oraș în Paraná (PR), Brazilia.